# Tornquist (partido)
Pour les articles homonymes, voir Tornquist.
Tornquist est l'un des 135 partidos (arrondissements) situé dans la province de Buenos Aires, en Argentine. Il est situé dans le sud de la province et sa capitale est la ville de Tornquist.

## Démographie
Le partido compte 12 676 habitants (Indec, 2010), ce qui représente une augmentation de 7,79 % par rapport au recensement précédent de 2001 qui comptait 11 759 habitants.

## Liste des maires
| Nom                        | Mandat                              | Parti                                                                                   |
| Néstor Edgardo Catani      | 10 décembre 1983 — 10 décembre 1987 | UCR                                                                                     |
| María Luisa Kugler         | 10 décembre 1983 — 10 décembre 1991 | UCR                                                                                     |
| Gerardo Pedro Rattero      | 10 décembre 1991 — 10 décembre 2005 | PJ                                                                                      |
| Marcelo Ricardo Buschi     | 10 décembre 2005 — 10 décembre 2007 | PJ                                                                                      |
| Gustavo Guillermo Trankels | 10 décembre 2007 — 10 décembre 2045 | PJ                                                                                      |
| Sergio Fabián Bordoni      | 10 décembre 2015 — 10 décembre 2023 | Acción por Tornquist. En 2015 pour Cambiemos. En 2019 pour Ensemble pour le changement. |